# Pseudotrachya hystrix
Pseudotrachya hystrix är en svampdjursart som först beskrevs av Topsent 1892.  Pseudotrachya hystrix ingår i släktet Pseudotrachya och familjen Polymastiidae. Inga underarter finns listade i Catalogue of Life.